# Стажинський-Двур
Стажинський-Двур (пол. Starzyński Dwór, нім. Klein Starsin) — село в Польщі, у гміні Пуцьк Пуцького повіту Поморського воєводства.
Населення — 576 осіб (2011).
У 1975-1998 роках село належало до Гданського воєводства.

## Демографія
Демографічна структура станом на 31 березня 2011 року:
|          | Загалом | Допрацездатний вік | Працездатний вік | Постпрацездатний вік |
| -------- | ------- | ------------------ | ---------------- | -------------------- |
| Чоловіки | 281     | 78                 | 177              | 26                   |
| Жінки    | 295     | 82                 | 163              | 50                   |
| Разом    | 576     | 160                | 340              | 76                   |